# Чангзе
Чангзе (тиб. བྱང་རྩེ «северный пик», кит. 章子峰, пиньинь Zhāngzi fēng, палл. Чжанцзы-фэн, 7543 м) — вершина расположенная между ледниками Главный и Восточный Ронгбук, в хребте Махалангур-Химал, в центральной части Гималаев, в Тибете к северу от Эвереста (8848 м) и соединяется с ним знаменитым Северным седлом (7020 м). Пик Чангзе замыкает с северо-запада долину Каншунг, ограниченную с юга величественными вершинами — Эверест, Лхоцзе, Чомолонзо, Макалу. Чангзе является 45 по высоте вершиной мира.
Ледник Чангзе впадает в Восточный Ронгбук. На нём расположено третье по высоте (по некоторым данным) озеро в мире.

## Восхождения и прыжки
5 мая 2013 года экспедиция Red Bull возглавляемая бейсджампером Валерием Розовым достигла высоты 7200 м под вершиной Чангзе. Розов совершил прыжок в костюме типа «крыло» и приземлился на ледник Ронгбук. На тот момент это был самый высокий бейс-прыжок в мире.